# Parque nacional de Phu Ruea
El Parque nacional de Phu Ruea (en tailandés, อุทยานแห่งชาติภูเรือ) es un área protegida del nordeste de Tailandia, en la provincia de Loei. Se extiende por una superficie de 121 kilómetros cuadrados y fue declarado en 1979, como el 16.º parque nacional del país. El parque se centra en la montaña de Phu Ruea, un pico popular en los montes Phetchabun.
Presenta un paisaje de montaña arenisca con zonas de granito. Hay una meseta mixta con montaña alta. Phu Ruea es el pico más alto con 1.365 m s. n. m.